# Martha Hübner
Pour les articles homonymes, voir Hübner.
Martha Hübner (née le 16 avril 1889 à Potsdam, morte le 16 février 1969 à Berlin-Est) est une actrice allemande.

## Biographie
Hübner est le onzième enfant d'un agent administratif. Elle fréquente le Conservatoire Stern comme élève boursière. Elle a son premier engagement pour des tours de chant en 1914 avec Albert Kühne au Klimperkasten dans la Bülowstrasse. Elle joue pendant huit ans au Nollendorff-Theater sous la direction d'Herman Haller. Elle se produit avec des collègues bien connus tels que Claire Waldoff, Lori Leux, Eugen Rex et Hugo Fischer-Köppe.
Elle commence sa carrière sur scène dans un petit café à Friedenau. Elle y interprète ses propres chansons. En 1923, l'Admiralspalast ouvre ses portes, elle se présente comme humoriste. Elle apparaît dans presque tous les grands théâtres de divertissement de Berlin : Scala, Wintergarten, Rose-Theater… Après la Seconde Guerre mondiale, elle joue au Friedrichstadt-Palast et, après deux tentatives à l'ère du cinéma muet, a de petits rôles au cinéma. En RDA, elle joue plusieurs fois dans la série de courts métrages Das Stacheltier. Elle sort des disques chez Electrola.

## Filmographie
- 1917 : Der Theaterprinz (de)
- 1918 : Fürst Sally
- 1919 : Die weiße Maus
- 1919 : Unikum
- 1919 : Arme Thea (de)
- 1920 : Der Klapperstorchverband
- 1947 : Razzia (de)
- 1949 : Um eine Nasenlänge
- 1950 : Une nuit de folie

Série Das Stacheltier (Satirische Kurzfilme) 
- 1955 : Prost Mahlzeit!, réalisation : Harald Röbbeling
- 1955 : Bittere Medizin, réalisation : Regie Harald Röbbeling
- 1956 : Das schwarze Wunder, réalisation : Richard Groschopp
- 1956 : Von nun ab: Herr Kunze, réalisation : Gottfried Kolditz
- 1956 : Kleine Fische, réalisation : Richard Groschopp